# 東勢本圳
東勢本圳是臺灣臺中市一條水圳，流經東勢區10個里，為當地農田灌溉重要的水利設施。其水源取大甲溪自大茅埔引入，依據洪麗完1985年6月完成這本《清代臺中開發之研究（1683-1874）》中記載，東勢本圳早於清嘉慶4年（1799年）便已經開鑿，由謝斯庚、林時猷與朱孝等人合力開鑿。其圳道之最寬不過4米，流入市區內僅剩2米，沿線灌溉了東勢區慶東、下城、詒福、新盛、泰昌、上新、廣興、粵寧、下新、興隆等10里。
在下城里有座金門橋（臺中市歷史建築）便是橫跨於東勢本圳之圳道上，竣工於昭和16年（1941年），2002年已被臺中市政府列為歷史建築。在金門橋一旁的平台則是早年留存下來的洗衣場（洗衫坊），東勢本圳的沿線景點尚有大板橋、南片伯公祠、下城水塔、西片伯公祠、月恆門…等。
民國80年（1991年）間，東勢本圳泰昌、上新、廣興、粵寧上游段加蓋建造成為三民路。